# Академія (видавничий центр)
Видавничий центр «Академія» — українське книжкове видавництво. 

## Історія
Засноване в м. Києві 1993. «Академія» видає підручники, посібники для вишів та загальноосвітніх шкіл, наукову, довідково-енциклопедичну та художню літературу. Упродовж існування видавництво підготувало понад 700 назв книжок сумарним накладом 10 млн примірників.
У 2007  започаткувало серію біографічної прози «Автографи часу»;  2017 — серію сучасної української белетристики «Ім'я», а також лінійки видань для підлітків і юнацтва.

## Серії
- «Альма-матер» — підручники, навчальні посібники для студентів вищих навчальних закладів.
- «Тести» — видання для школярів та абітурієнтів.
- «Монограф» — видання зі сміливим, комплексним, контраверсійним осмисленням проблем, актуальних для інтелектуального дискурсу.
- «Енциклопедії ерудитів» — аналітичні, оригінальні, комплексні енциклопедії, що відображають сучасний рівень розвитку науки.
- «Nota bene» — словники та довідники.
- «Автографи часу» — біографічна проза про видатних людей минулого і сучасності.
- «САМ!» — посібники для самостійної роботи студента, створені відповідно до вимог Болонського процесу.
- «Життя і слово» — літературні портрети письменників, які сформували канон нової української літератури.
- «Ім'я» [Архівовано 2 березня 2018 у Wayback Machine.] — твори сучасних  українських письменників
- «In crudo» [Архівовано 13 березня 2018 у Wayback Machine.] — твори українського модернізму

## Відзнаки та нагороди
За успіхи у видавничій справі ВЦ «Академія» отримав численні нагороди:
- Почесний диплом ІХ Всеукраїнського Форуму видавців у Львові за серію підручників для вищої школи «Alma mater»;
- Подяку за плідну працю в інформаційній сфері та високу професійну майстерність від Голови Державного комітету інформаційної політики, телебачення і радіомовлення України;
- Диплом ІІІ Київської Міжнародної виставки-ярмарку «Книжковий сад-2001» за двотомне видання «Економічна енциклопедія»;
- медаль «Незалежність України» № 113 від Міжнародного Академічного Рейтингу популярності та якості «Золота Фортуна» та ін.